# The Best of Pink Floyd: A Foot in the Door
The Best of Pink Floyd: A Foot in the Door és un àlbum recopilatori de la banda de rock simfònic britànica Pink Floyd. Va ser publicat el 8 de novembre de 2011 als Estats Units. El disc inclou una nova selecció de 16 temes remasteritzats digitalment per James Guthrie i il·lustracions de Storm Thorgerson. Igual que a Echoes: The Best of Pink Floyd, les cançons estan unides de manera que semblin una sola cançó, obra del productor i remasteritzador James Guthrie. Ha estat criticat per molts fans de Pink Floyd per no contenir material d'àlbums clàssics com Animals, The Piper at the Gates of Dawn, Meddle o Atom Heart Mother.

## Art de portada
La portada mostra totes les portades dels àlbums de Pink Floyd, i a un professor (simbolitzant a The Wall); i en el seu interior hi ha un nen amb una bicicleta (simbolitzant a Bike)

## Llista de cançons
| Núm.          | Títol                                          | Composició                                   | Original album | Durada |
| ------------- | ---------------------------------------------- | -------------------------------------------- | --- | ------ |
| 1.            | «Hey You»                                      | Roger Waters                                 | The Wall | 4:40   |
| 2.            | «See Emily Play»                               | Syd Barrett                                  | Senzill sense àlbum; apareix a Relics, 1971 i a les versions originals dels Estats Units i Japó de The Piper at the Gates of Dawn | 2:48   |
| 3.            | «The Happiest Days of Our Lives»               | Waters                                       | The Wall | 1:32   |
| 4.            | «Another Brick in the Wall (Part 2)»           | Waters                                       | The Wall | 3:48   |
| 5.            | «Have a Cigar»                                 | Waters                                       | Wish You Were Here | 5:08   |
| 6.            | «Wish You Were Here»                           | David Gilmour, Waters                        | Wish You Were Here | 5:05   |
| 7.            | «Time» (edit)                                  | Gilmour, Nick Mason, Waters, Richard Wright  | The Dark Side of the Moon | 6:20   |
| 8.            | «The Great Gig in the Sky»                     | Wright, Clare Torry                          | The Dark Side of the Moon | 4:36   |
| 9.            | «Money»                                        | Waters                                       | The Dark Side of the Moon | 6:34   |
| 10.           | «Comfortably Numb»                             | Gilmour, Waters                              | The Wall | 6:19   |
| 11.           | «High Hopes» (edit)                            | Gilmour, Polly Samson                        | The Division Bell | 6:55   |
| 12.           | «Learning to Fly»                              | Gilmour, Anthony Moore, Bob Ezrin, Jon Carin | A Momentary Lapse of Reason | 4:49   |
| 13.           | «The Fletcher Memorial Home»                   | Waters                                       | The Final Cut | 4:11   |
| 14.           | «Shine On You Crazy Diamond» (edit, parts 1-5) | Wright, Waters, Gilmour                      | Wish You Were Here | 11:05  |
| 15.           | «Brain Damage»                                 | Waters                                       | The Dark Side of the Moon | 3:46   |
| 16.           | «Eclipse» (early fade-out)                     | Waters                                       | The Dark Side of the Moon | 1:53   |
| Durada total: | Durada total:                                  | Durada total:                                | Durada total: | 79:39  |

## Crèdits
- Syd Barrett - Guitarra i veus a "See Emily Play"
- Roger Waters - Baix, efectes i veus
- David Gilmour - Guitarres, baix sense trasts a "Hey You", baix a "High Hopes" i veus
- Richard Wright - Teclats, Òrgan, Piano i veus
- Nick Mason - Bateria i percussió
- James Guthrie - Remasterización i percussió a "The Happiest Days of Our Lives"
- Islington Green School - cors en "Another Brick in the Wall, Pt. 2"
- Jon Carin - teclats a "High Hopes"
- Tony Levin - baix a "Learning to Fly"
- Clare Torry - Veus a "The Great Gig in the Sky"
- Dick Parry - Saxofon a "Money" i "Shine on You Crazy Diamond"
- Michael Kamen - Orquestració a "High Hopes" i en "The Fletcher Memorial Home", i piano a "The Fletcher Memorial Home"
- Llegeix Ritenour - guitarra acústica a "Comfortably Numb"
- Storm Thorgerson - disseny de la portada.
- Joel Planti - remasterització